# Ponor

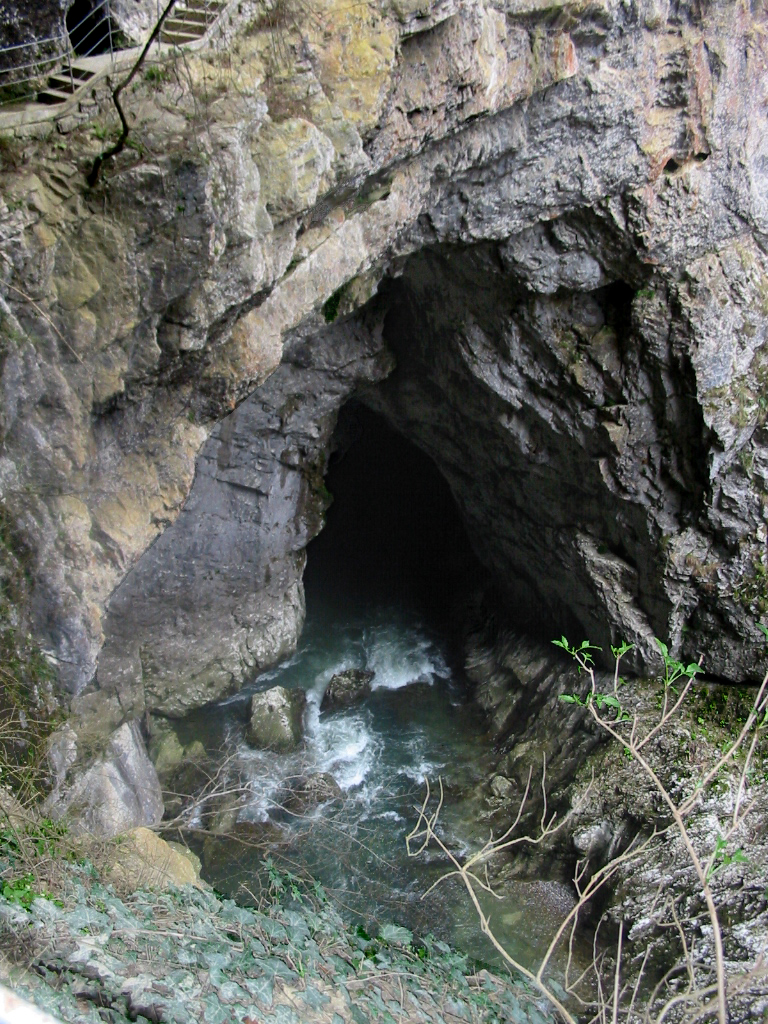
Ponor w Słowenii

Ponor (z języka serbskiego – wchłon) – forma terenu właściwa obszarom krasowym, mająca postać otworu lub korytarza wydrążonego przez wodę, nierzadko ukrytego pod warstwą kamieni pokrywających koryto rzeki. Jest to miejsce, gdzie wody strumieni, potoków czy rzek wpływają pod powierzchnię terenu. 
Niekiedy całe rzeki po minięciu wchłonu płyną na pewnych odcinkach pod powierzchnią ziemi jak np. Kościeliski Potok w Dolinie Kościeliskiej, Sucha Woda Gąsienicowa w Dolinie Suchej Wody Gąsienicowej lub Ljubljanica w Słowenii, a następnie wypływają na powierzchnię poprzez wypływ krasowy, rzadziej jako wywierzysko.
Od nazwy jednej z dolin na Wyżynie Krakowsko-Częstochowskiej rzeki znikające w ponorze są czasem regionalnie nazywane łykawicami.
Ponor jest elementem systemu wód jaskiniowych. Teoretycznie umożliwia w niektórych przypadkach dostanie się do jaskiń. Wymagałoby to jednak nurkowania jaskiniowego, które w ponorach jest bardzo niebezpieczne, może się bowiem okazać, że powrót jest w ogóle niemożliwy. Z tego powodu nurkowanie w ponorach uzasadnione jest jedynie w wyjątkowych przypadkach.